# Digi 73

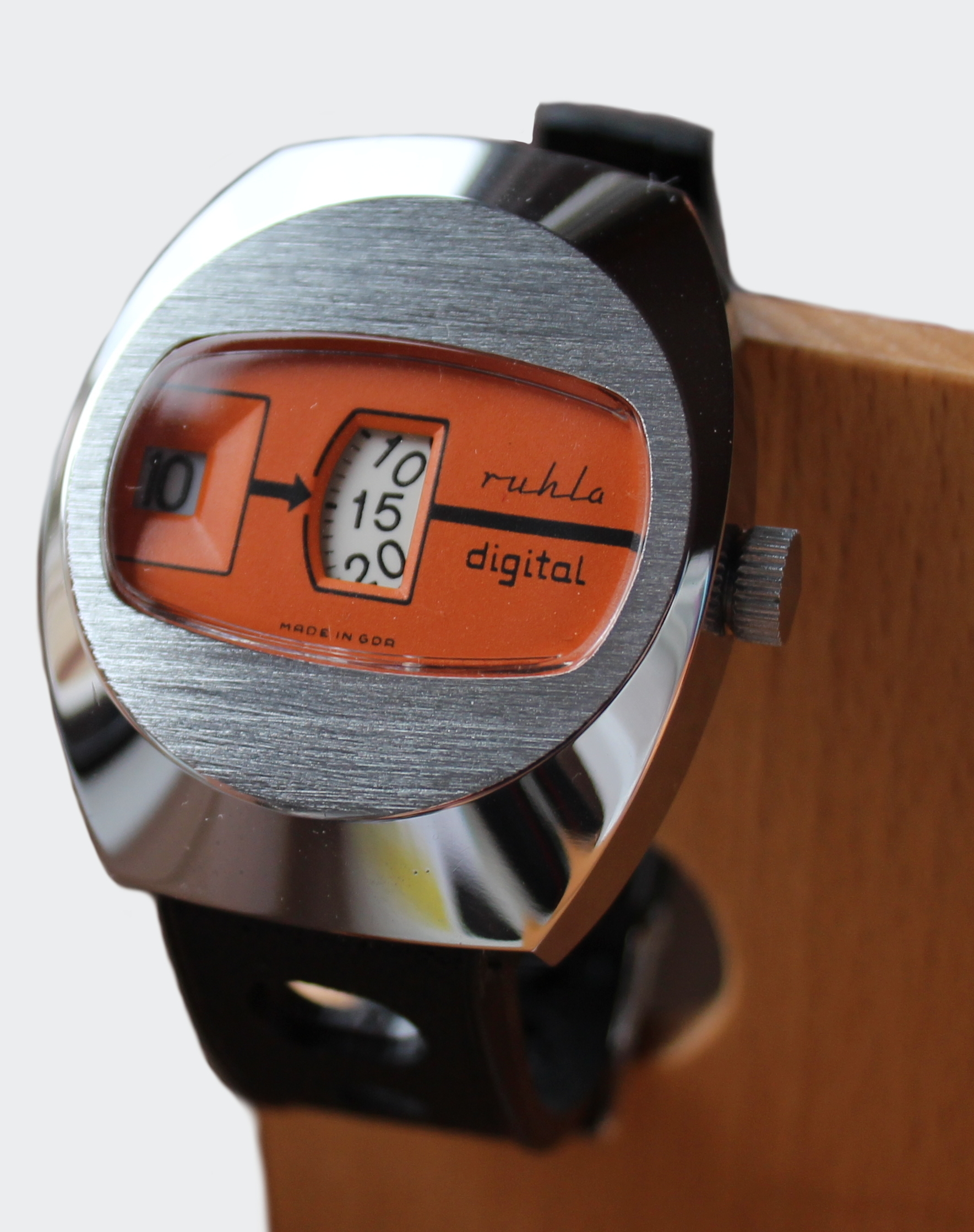
Eine ruhla digital in Orange

Die digi 73 (oder ruhla digital) ist eine mechanische Armbanduhr von ruhla, die erste in der DDR gefertigte mit Scheibenanzeige. Damit begann in der Uhrenindustrie der DDR die Fertigung digitaler Zeitmesser. Die Uhr wurde 1973 zu den X. Weltfestspielen der Jugend und Studenten in Ost-Berlin vorgestellt.

## Eigenschaften
Die Zeitmesser haben ein Stiftankerwerk ohne Rubine. Dementsprechend liegt die Ganggenauigkeit bei +4 bis −2 Minuten pro Tag. Das linke Fenster zeigt die aktuelle Stunde und das rechte die Minute. Wie bei Scheibenuhren üblich hat die digi 73 eine „Springende Stunde“.

## Varianten
Die Uhr war in der Grundform mit drei verschiedenfarbigen Zifferblättern und in mehreren Gehäuseformen erhältlich, sowohl im runden „Diskusgehäuse“ als auch in einer eckigeren Variante. Die erste Serie trägt die  Aufschrift „ruhla digi 73“, die Ausführungen von 1974 bis 1979 sind mit „ruhla digital“ beschriftet. Da dieses Modell auch exportiert wurde, erschien es dort unter den Namen „Anker“ oder „Karex“ in jeweils etwas anderer Gestaltung. Die Damenausführung hat einen anderen Aufbau und ein klassisch rundes Zifferblatt – diese Ausführungen kamen als Kaliber 24-36 in den Handel.
Es existierten darüber hinaus noch andere Zifferblattsignets und seltene Farbvarianten. Unter anderem wurde ein Modell mit einem goldeloxierten Gehäuse hergestellt. Sämtliche Uhren sind am Boden mit der Prägung „INOXIDABLE ELECTRONICAL TIMED ANTIMAGNETIC“ versehen. Das „Racing-Armband“ aus Gummi war in mehreren Farben erhältlich – meist passend zur Farbe des Zifferblatts.
Die Modelle kosteten unabhängig von der Damen- oder Herrenausführung 70 Mark der DDR.